# Xã Thorson, Quận Burke, Bắc Dakota
Xã Thorson (tiếng Anh: Thorson Township) là một xã thuộc quận Burke, tiểu bang Bắc Dakota, Hoa Kỳ. Năm 2010, dân số của xã này là 26 người.